# Gaál Imre Galéria

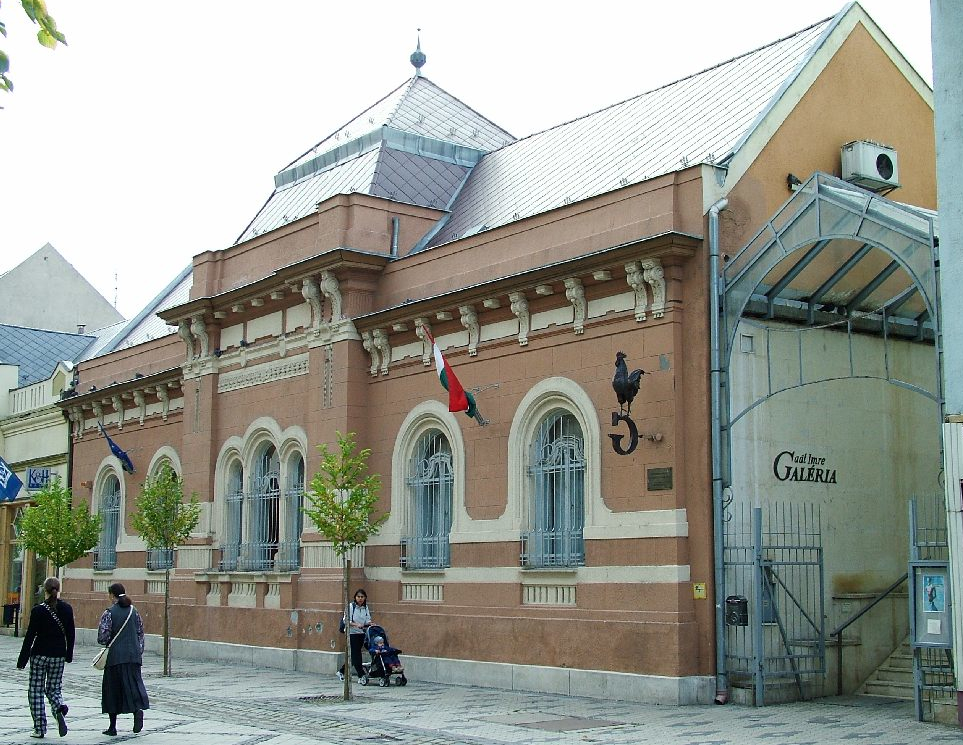
A Galéria épülete a sétálóutcában

A  Gaál Imre Galéria a Pesterzsébeti Múzeum önálló épülete Budapest XX. Kossuth Lajos u. 39. sz. alatt, Pesterzsébet sétálóutcájában. 1989-re újították fel; azóta a múzeum galériája, a Gaál Imre Galéria működik itt. A Galériában kapott helyet a Múzeum közel 700 darabból álló képzőművészeti gyűjteménye, benne Gaál Imre 120 grafikája, Tóth Menyhért, Nolipa István Pál és Muszély Ágoston festményei és tollrajzai.
Elsősorban helyi kortárs művészek időszaki kiállításai láthatók itt. Három évtizedes hagyomány a Tavaszi Tárlat, amin aktuális műveket mutatnak be.
Állandóan látható műtárgy Rátkay Endre Calendárium című hatalmas, arany alapra festett ikonosztáza (3,5 m magas, 15 m hosszú, 415 képmezőből áll.) Rátkay Gaál Imre kortársa és az ÁTLÓK Művészcsoportban munkatársa volt.